# Ordine eolico

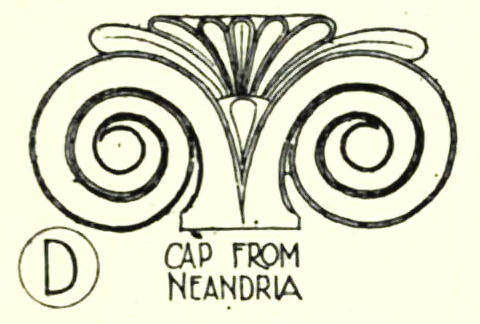
Disegno di un capitello eolico

L'ordine eolico o ordine eoliano è stato uno dei primi ordini dell'architettura classica. Ha una forte somiglianza con il più noto ordine ionico, ma differisce nel capitello, dove si erge una palmetta tra le due volute esterne, che non sono collegate orizzontalmente da una forma alla sommità del capitello. Molti esempi mostrano anche dettagli semplificati rispetto al capitello ionico.

## Capitelli "proto-eolici" del Levante meridionale
Strutture in pietra decorata che ricordano l'ordine eolico, ampiamente conosciute come capitelli "protoeolici" o "protoionici", erano particolarmente comuni nel Levante meridionale durante l'età del ferro. Capitelli di questo stile furono scoperti negli edifici reali e nelle porte fortificate di alcune città. Furono costruiti per alcune murature a bugnato, uno stile architettonico riservato alle strutture reali israelite. Uno di essi misura 110 x 28 x 60 cm e si differenzia dal canone anche per i dettagli ornamentali, mostrando al centro una forma triangolare come punto di giunzione delle volute dei capitelli.

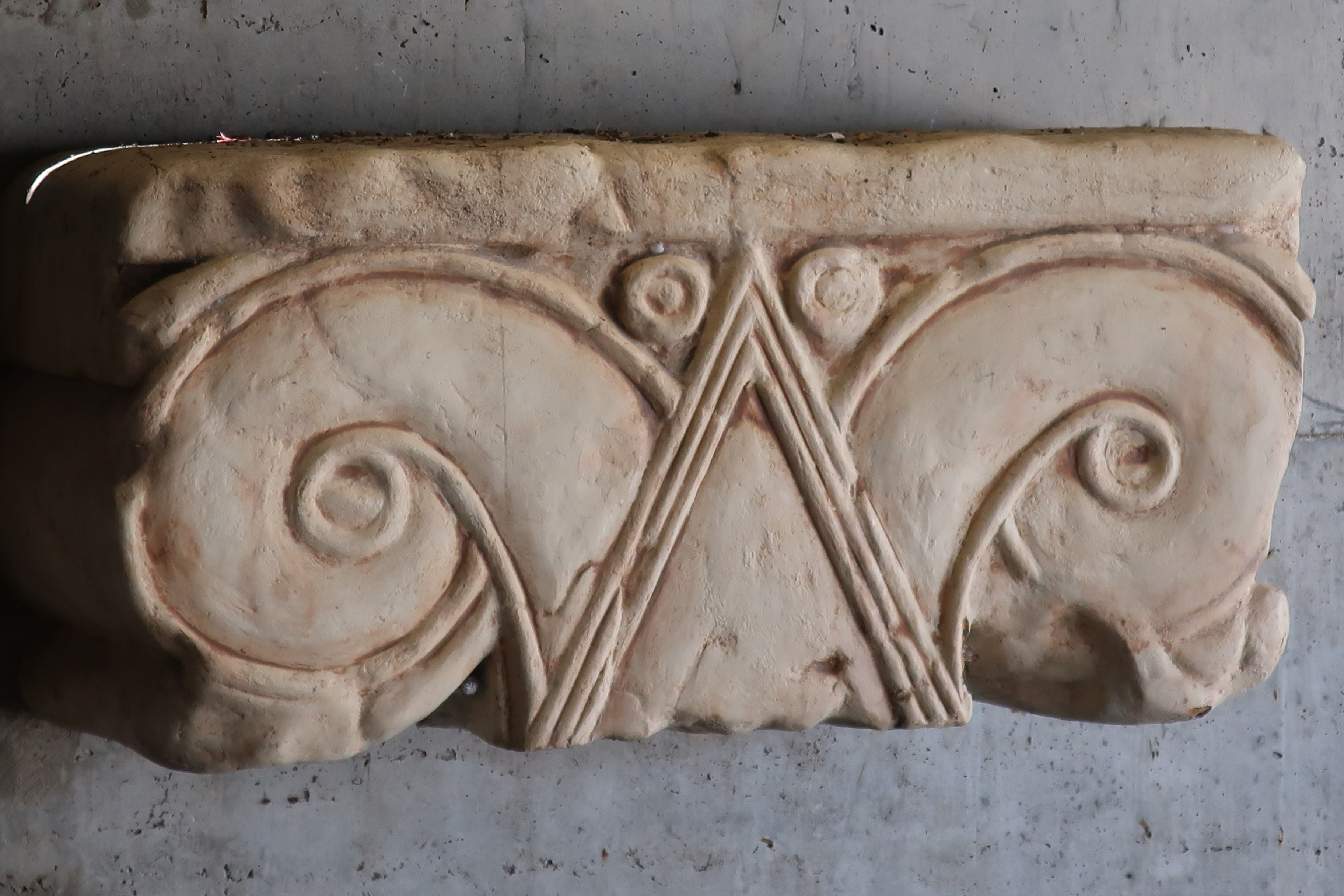
Capitello proto-eolico dissotterrato nella città di David, a Gerusalemme.

Capitelli proto-eolici sono stati portati alla luce in alcuni siti archeologici nell'odierna Israele e in Cisgiordania: 27 sono stati scoperti in siti appartenenti al Regno di Israele settentrionale, tra cui Hazor, Megiddo, Tel Dan e Samaria, e sul monte Garizim. Altri 11 sono stati scoperti in siti archeologici associati al Regno di Giuda, tra cui la città di David, Ramat Rachel e nella sorgente 'Ain Joweizeh, vicino ad Al-Walaja. Capitelli protoeolici sono stati trovati anche in siti archeologici nell'odierna Giordania: 6 sono stati trovati in siti associati al regno di Moab. Frammenti di un altro capitello sono stati trovati nella Cittadella di Amman, il sito dell'antica Rabbath Ammon, capitale degli Ammoniti. I capitelli originari del Regno di Israele risalgono ai tempi del regno di Omri nel IX secolo a.C., mentre quelli associati a Giuda, Ammon e Moab risalgono alla fine dell'VIII secolo a.C. o all'inizio del VII secolo a.C.
Il nome più appropriato e neutrale è "Capitelli a volute dell'età del ferro del Levante". Il collegamento con l'ordine eolico, che precedono, è piuttosto complesso e probabilmente si basa su un uso generale della decorazione delle palme in tutto il Vicino Oriente antico.

## Ordine eolico dell'Asia Minore
L'ordine eolico si sviluppò nell'Asia minore nordoccidentale, al di fuori delle capitali siriane e fenicie. Si trova anche in alcuni templi della Sicilia, e prende il nome dalle colonie eoliane dell'Asia minore nordoccidentale. I primi esempi sopravvissuti dell'ordine eolico sono contemporanei all'emergere degli ordini dorico e ionico nel VI secolo a.C. Alcune autorità hanno suggerito che lo stile ionico rappresenti uno sviluppo dell'eolico, ma altri non sono d'accordo.

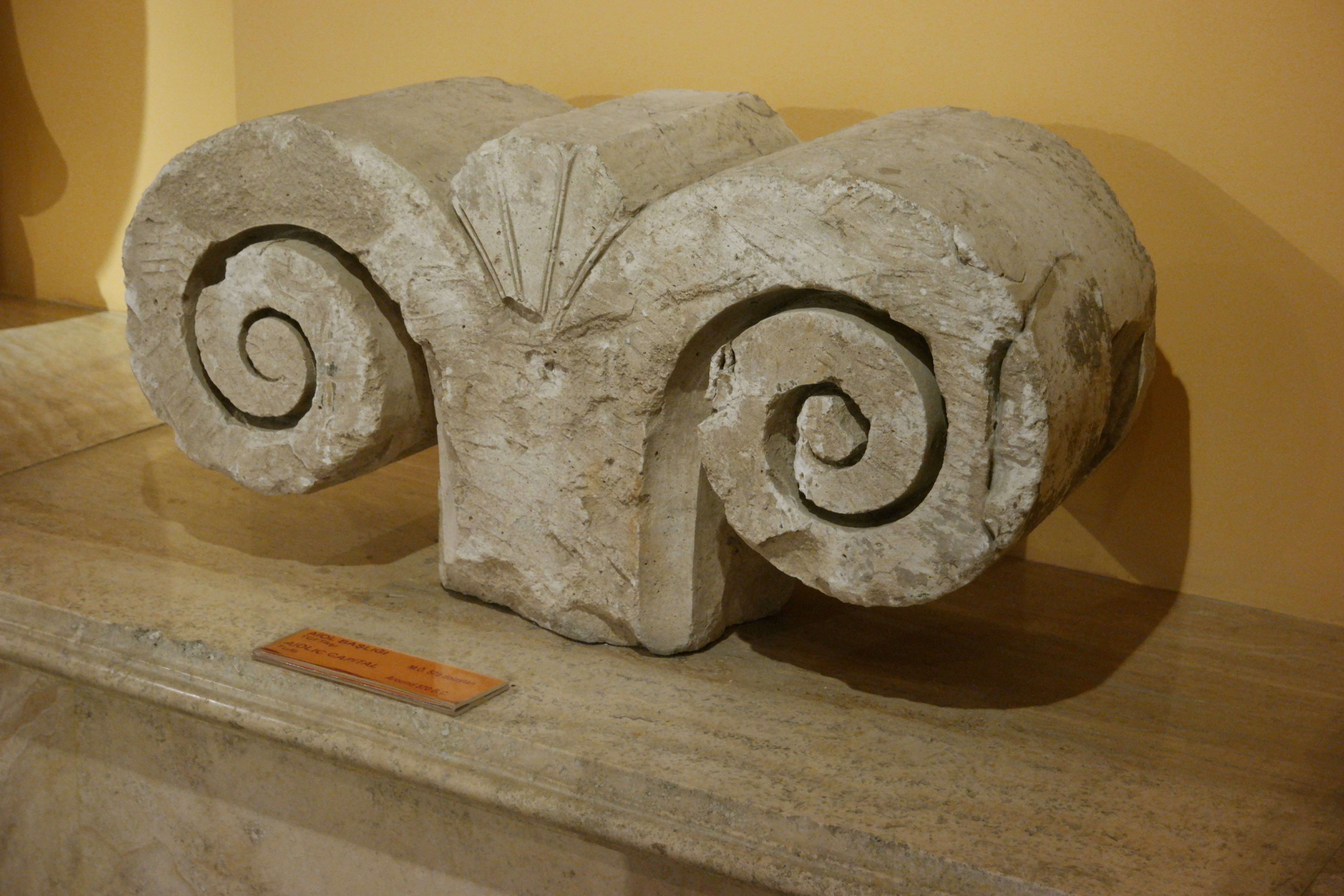
Capitello eolico dal Tempio di Atena nell'antica Smirne

L'ordine eolico cadde in disuso alla fine del periodo arcaico.

## Altre forme associate
Alcune tombe etrusche presentano un capitello simile, con due grandi volute non piatte, ma senza palmette al centro come nella Tomba dei Rilievi.

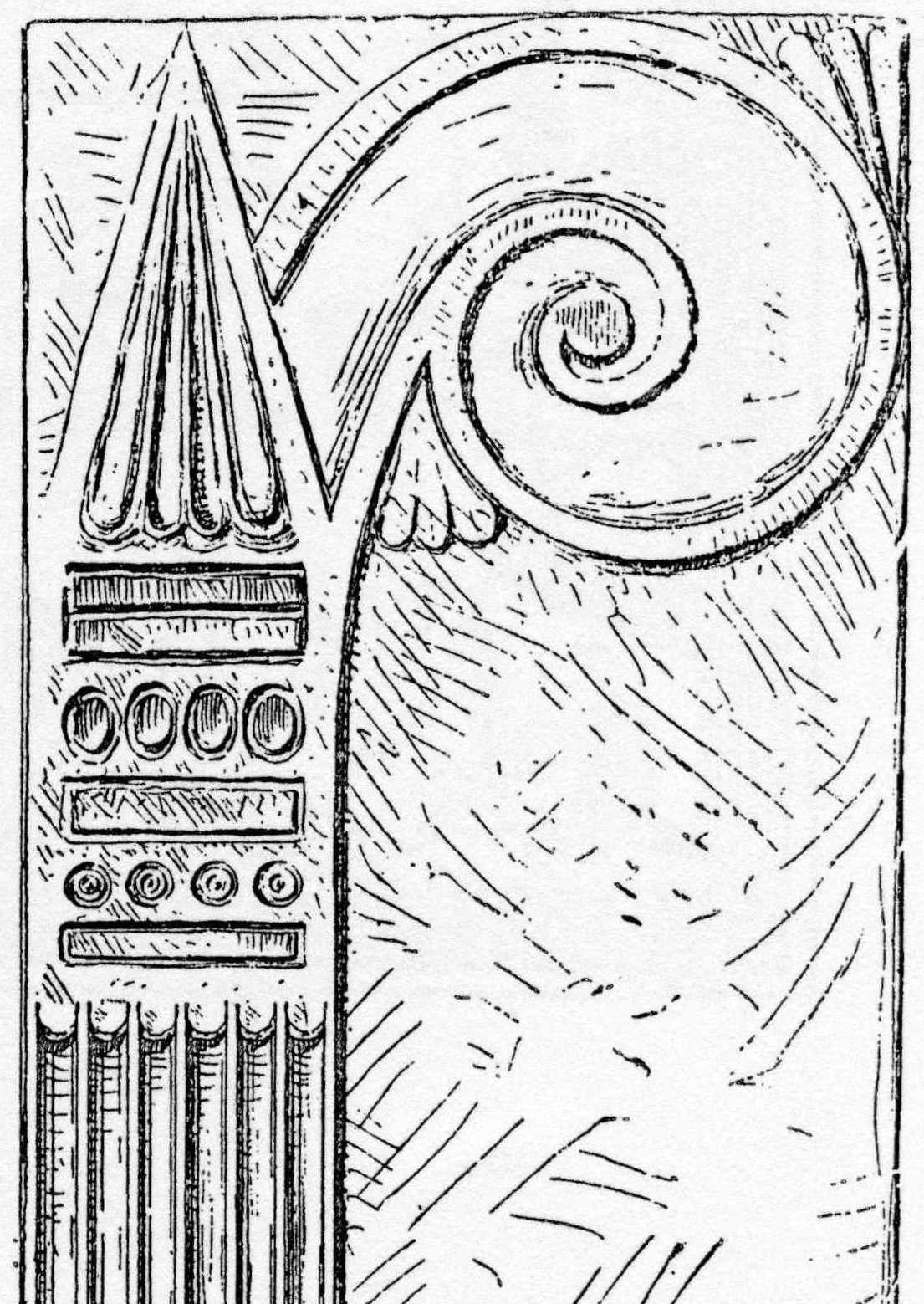
Colonna eolica con mezzo capitello, nel Museo nazionale del Bardo di Tunisi (Tunisia)